# Ostrau, Mittelsachsen
Ostrau là một đô thị trong huyện Mittelsachsen bang tự do Sachsen in nước Đức. Đô thị Ostrau, Mittelsachsen có diện tích 52,59 km², dân số thời điểm ngày 31 tháng 12 năm 2005 là 4273 người.